# Ryan Sweeting
Ryan Sweeting (Nassau, 14 luglio 1987) è un ex tennista statunitense.

## Carriera tennistica
Sweeting è nato a Nassau nella Bahamas, vive e si allena a Fort Lauderdale dall'età di 12 anni.

### 2005-06
Nel 2005 vince il titolo ragazzi degli US Open, battendo in finale il francese Jérémy Chardy per il punteggio di 6-4, 6-4. Nel 2006 frequenta la Università della Florida e Gainesville dove gioca per il Florida Gators men's tennis, squadra che compete nell'NCAA. Compie il suo debutto a livello professionistico agli US Open del 2006, dove supera l'argentino Guillermo Coria al primo turno, grazie al ritiro di quest'ultimo al momento del 3-2 per lo statunitense, prima di essere sconfitto dal belga Olivier Rochus, in svantaggio di due set. Partecipa come sostituto della squadra di Coppa Davis nel 2006 alla semifinale del World Group contro la nazionale russa, nella città di Mosca.

### 2007-08
Nel 2007 Ryan Sweeting passa al professionismo ed in questo anno guadagna quattro titoli di doppio nel ProCircuit. Inoltre partecipa come sostituto della sua nazionale al primo turno di Coppa Davis contro la Repubblica Ceca. Vince il Rimouski challenger in Canada nel novembre 2008 e questo è il suo primo titolo in singolare nel circuito professionistico, battendo Kristian Pless in finale. Termina l'annata in posizione 216 nel ranking di singolare.

### 2009
Nel gennaio 2009 Sweeting raggiunge le semifinali del Nouméa Challenger, dove è sconfitto da Florian Mayer. Un mese più tardi si aggiudica il titolo del Challenger di Dallas senza perdere nemmeno un set durante tutto il torneo e battendo il numero uno del tabellone, Kevin Kim, il numero sei Rajeev Ram ed il numero cinque Brendan Evans. Nell'aprile all'U.S. Men's Clay Court Championships di Houston, nel Texas, come numero 405 del ranking di doppio, in coppia con Jesse Levine, numero 289, entra nel tabellone principale grazie ad una wild card, ed al primo turno sconfiggono i numeri tre del seeding (Lucas Arnold Ker e Martin Damm) per 6-2, 6-4. Ai quarti di finale essi superano la coppia Levinsky/Vizner per 7–6(6), 6-4 ed alle semifinali sconfiggono le teste di serie numero 2, Ashley Fisher e Jordan Kerr, con il punteggio di 3-6, 6-3, [10-4]. Infine sono sconfitti dagli americani Mike e Bob Bryan, numeri uno al mondo, in finale per 6-1, 6-2.

## Vita privata
Il 31 dicembre 2013 si è sposato con l'attrice statunitense Kaley Cuoco, conosciuta nel settembre dello stesso anno. La coppia ha annunciato il divorzio il 25 settembre 2015.

## Statistiche

### Singolare

#### Vittorie (1)
| Legenda                   |
| Grande Slam (0)           |
| ATP World Tour Finals (0) |
| ATP Masters 1000 (0)      |
| ATP World Tour 500 (0)    |
| ATP World Tour 250 (1)    |

| No. | Data           | Torneo                                       | Superficie  | Avversario in finale | Punteggio   |
| 1.  | 10 aprile 2011 | U.S. Men's Clay Court Championships, Houston | Terra rossa | Kei Nishikori        | 6-4, 7–6(3) |

### Tornei minori

#### Singolare

##### Vittorie (4)
| Legenda tornei minori |
| Challenger (3)        |
| Futures (1)           |

| Numero | Data            | Torneo                              | Superficie  | Avversario in finale   | Punteggio |
| 1.     | 1º maggio 2006  | Vero Beach                          | Terra rossa | Víctor Estrella Burgos | 6-3, 6-0  |
| 2.     | 3 novembre 2008 | Men's Rimouski Challenger, Rimouski | Sintetico   | Kristian Pless         | 6-4, 7-6  |
| 3.     | 2 febbraio 2009 | Challenger of Dallas, Dallas        | Cemento     | Brendan Evans          | 6-4, 6-3  |
| 4.     | 6 febbraio 2010 | Challenger of Dallas, Dallas        | Cemento     | Carsten Ball           | 6-4, 6-2  |

### Doppio

#### Finali perse (1)
| Numero | Data           | Torneo                            | Superficie  | Compagno     | Avversari in finale  | Punteggio |
| 1.     | 11 aprile 2009 | U.S. Men's Championships, Houston | Terra rossa | Jesse Levine | Bob Bryan Mike Bryan | 1-6, 2-6  |

## Risultati in progressione
| Torneo                | 2006 | 2007 | 2008 | 2009 | 2010 | 2011 | 2012 | Carriera V-P |
| --------------------- | ---- | ---- | ---- | ---- | ---- | ---- | ---- | ------------ |
| Australian Open       | A    | A    | Q1   | Q3   | Q3   | 2T   | 2T   | 2–2          |
| Open di Francia       | A    | A    | A    | Q2   | 1T   | 1T   | A    | 0–2          |
| Wimbledon             | A    | Q2   | Q2   | Q1   | 1T   | 2T   | 2T   | 2-3          |
| US Open               | 2T   | 1T   | 1T   | 1T   | 1T   | 1T   |      | 1–6          |
| Vittorie-Sconfitte    | 1–1  | 0–1  | 0–1  | 0–1  | 0–3  | 2–4  | 2-2  | 5–13         |
| Finali ATP World Tour | 0    | 0    | 0    | 0    | 0    | 1    |      | 1            |
| Tornei vinti          | 0    | 0    | 0    | 0    | 0    | 1    |      | 1            |
| Ranking di fine anno  | 369  | 249  | 214  | 155  | 116  | 72   |      | N/A          |

| Sigla      | Risultato               |
| ---------- | ----------------------- |
| V          | Vincitore               |
| F          | Finalista               |
| SF         | Semifinalista           |
| QF         | Quarti di Finale        |
| 4T         | Quarto turno            |
| 3T         | Terzo turno             |
| 2T         | Secondo turno           |
| 1T         | Primo turno             |
| A          | Assente                 |
| Q1, Q2, Q3 | Turni di Qualificazione |